# Boethos från Chalkedon

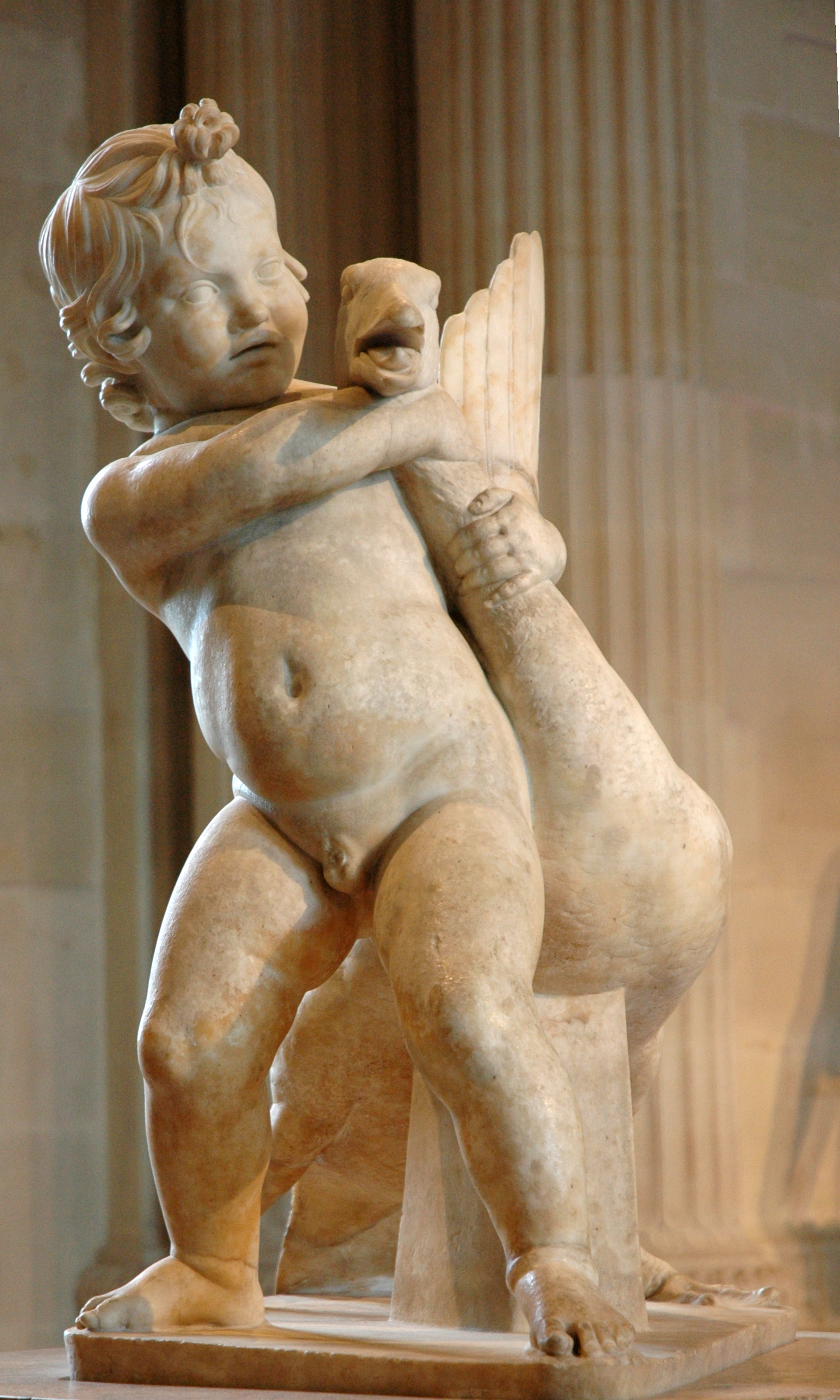
Romersk kopia på Boethus verk "Gosse strypande en gås.

Boethos från Chalkedon var en grekisk bronskonstnär, verksam under 100- eller 200-talen före kristus.
Boethos stod den mindreasiatiska skolan nära och blev berömd för bronsgruppen Gosse strypande en gås, varav exemplar finns i Vatikanen, Louvren och Glyptothek i München. Den hellenistiska gossgestalten Törnutdragaren, som bland annat finns i marmor på British Museum i London, har tillskrivits Boethos. Han var även berömd som konsthantverkare i brons, till exempel av reliefprydda vaser.